# Estádio Jan Louwers
Jan Louwers Stadion é um estádio de usos múltiplos em Charles Roelslaan 1, cidade de Eindhoven, Stratum, Países Baixos (Holanda). Actualmente utiliza-se sobretudo para os partidas de futebol e é o estádio do FC Eindhoven, que joga actualmente na segunda divisão de futebol dos países baixos. O estádio tem uma capacidade de 4600 pessoas. O estádio leva o nome de Jan Louwers.